# Reyer Venezia 1953-1954
Questa voce raccoglie le informazioni riguardanti la Reyer Venezia nelle competizioni ufficiali della stagione 1953-1954.

## Stagione
La Reyer Venezia disputa il campionato di Serie A  terminando al 9º posto (su 12 squadre). In questo campionato disputa il derby contro la Junghans Venezia

## Rosa 1953-1954
- Giulio Geroli
- Gigi Marsico
- "Baby" Italo Campanini
- L. "Gino" Campanini
- Giancarlo Dalla Chiara
- Luigi Borsoi
- Piero Rossi
- Toni Lelli
- Bianchi
- Antonio De Biasi
- Giancarlo Minetto
- Flamini
- Perraro
- Maresco[1][2]

Allenatore: